# Lista över svenska övnings- och skjutfält

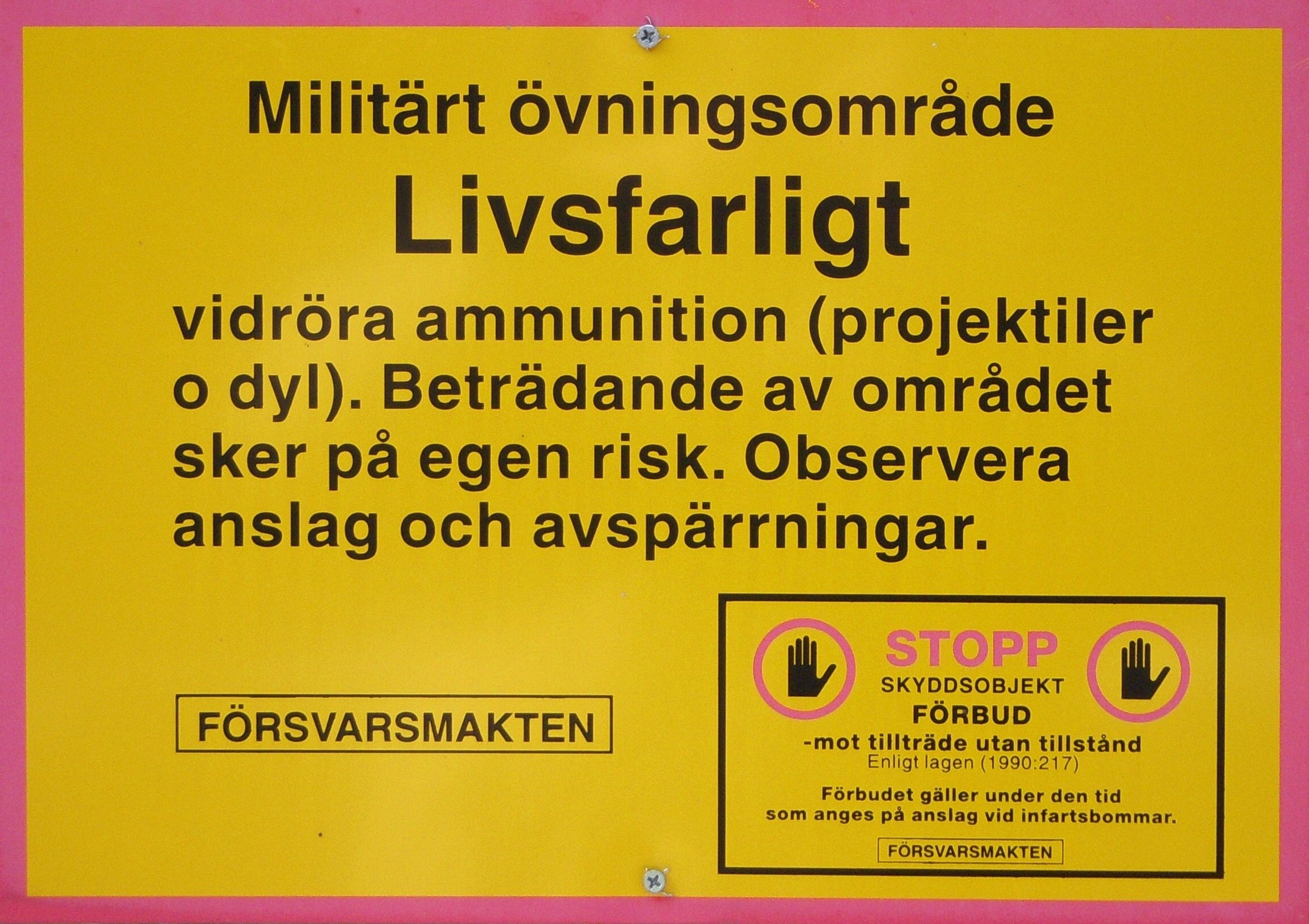
Ett svenskt övnings- eller skjutfält är vanligtvis skyddsobjekt.

Detta är en lista över aktiva som tidigare svenska övnings- och skjutfält. Marken ägs i regel av Fortifikationsverket men förvaltas av Försvarsmakten, Försvarets materielverk eller Totalförsvarets forskningsinstitut. I Sverige finns ett skjutfält som är privatägt, SAAB Bofors Test Center.

## Övnings- och skjutfält
| Skjutfält/övningsfält                       | Aktivt           | Areal, hektar | Geografiskt område                                                                | Län                  | Förvaltas av                       | Typ av skjutfält                                                                                 | Avlysning | Källa         |
| ------------------------------------------- | ---------------- | ------------- | --------------------------------------------------------------------------------- | -------------------- | ---------------------------------- | ------------------------------------------------------------------------------------------------ | --------- | ------------- |
| Askö skjutfält                              | ????–            | 238           | Beläget i Stockholms södra skärgård samt Södermanlands skärgård                   | Södermanlands län    | Stockholms amfibieregemente        | Amfibie-, markstrids-, hemvärns-, och säkerhetsförband                                           | webbsida  | [ 1 ]         |
| Berga skjutfält                             | 1943–            | 756           | Beläget i anslutning till Haninge garnisons kasernetablissement i Berga           | Stockholms län       | Stockholms amfibieregemente        | Amfibie-, markstrids-, och hemvärnsförband                                                       | webbsida  | [ 2 ]         |
| Gisslingö skjutfält                         | 1902–            | 36            | Beläget på Gisslingö i Roslagens skärgård, ingår i Stockholms skärgårdsskjutfält. | Stockholms län       | Stockholms amfibieregemente        | Amfibie-, markstrids-, och hemvärnsförband                                                       | webbsida  | [ 2 ]         |
| Korsö skjutfält                             | 1902–            | 82            | Beläget i Stockholms mellersta skärgård                                           | Stockholms län       | Stockholms amfibieregemente        | Amfibie-, markstrids-, hemvärns-, och säkerhetsförband                                           | webbsida  | [ 2 ]         |
| Mellstens skjutfält                         | 1902–            | 99            | Beläget i Stockholms södra skärgård                                               | Stockholms län       | Stockholms amfibieregemente        | Amfibie-, markstrids-, hemvärns-, och säkerhetsförband                                           | webbsida  | [ 2 ]         |
| Rotens skjutfält                            | 1902–            | 79            | Beläget på ön Roten i Roslagens södra skärgård                                    | Stockholms län       | Stockholms amfibieregemente        | Amfibie-, markstrids-, och hemvärnsförband                                                       | webbsida  | [ 2 ]         |
| Stabbo skjutfält                            | 1902–            | 87            | Beläget i Stockholms södra skärgård                                               | Stockholms län       | Stockholms amfibieregemente        | Amfibie-, markstrids-, och hemvärnsförband                                                       | webbsida  | [ 2 ]         |
| Söderarms skjutfält                         | 1902–            | 64            | Beläget på flera öar i Roslagens skärgård                                         | Stockholms län       | Stockholms amfibieregemente        | Amfibie-, markstrids-, och hemvärnsförband                                                       | webbsida  | [ 2 ]         |
| Utö skjutfält                               | 1944–            | 1 400         | Beläget på ön Utö i Stockholms södra skärgård                                     | Stockholms län       | Stockholms amfibieregemente        | Pansar-, och markstridsförband                                                                   | webbsida  | [ 2 ]         |
| Väddö skjutfält                             | 1939–            | 300           | Beläget i Roslagens skärgård                                                      | Stockholms län       | Stockholms amfibieregemente        | Luftvärns-, kustartilleri-, amfibie-, och säkerhetsförband                                       | webbsida  | [ 2 ]         |
| Grindsjöns skjutfält                        | 1941–            | 750           | Beläget på Södertörn cirka 45 km söder om Stockholms stad                         | Stockholms län       | Totalförsvarets forskningsinstitut | Försvarsforskning                                                                                | webbsida  | [ 2 ]         |
| Myttinge skjutfält                          | 1899–            | 1 000         | Beläget på norra delen av Värmdölandet i Stockholms mellersta skärgård            | Stockholms län       | Stockholms amfibieregemente        | Amfibie-, och säkerhetsförband                                                                   |           | [ 2 ]         |
| Göteborgs skärgårdsskjutfält                | 1902–            | 216           | Beläget i Göteborgs södra skärgård                                                | Västra Götalands län | Älvsborgs amfibieregemente         | Amfibie-, markstrids-, hemvärns- och säkerhetsförband i kombination med flyg- och fartygsförband | webbsida  | [ 3 ]         |
| Tofta skjutfält                             | 1889–            | 2 700         | Beläget cirka 7,5 km sydväst om Visby                                             | Gotlands län         | Gotlands regemente                 | Artilleri-, pansar-, markstrids-, hemvärns-, och säkerhetsförband                                | webbsida  | [ 4 ]         |
| Eksjö garnisons övnings- och skjutfält      | 1682–            | 1 746         | Beläget väster om Eksjö stad                                                      | Jönköpings län       | Göta ingenjörregemente             | Markstrids-, ingenjör-, hemvärns-, och säkerhetsförband                                          | webbsida  | [ 5 ]         |
| Skillingaryds skjutfält                     | 1777–            | 3 700         | Beläget öster om Skillingaryds tätort                                             | Jönköpings län       | Göta ingenjörregemente             | Artilleri-, markstrids-, ingenjör-, hemvärns-, och säkerhetsförband                              | webbsida  | [ 5 ]         |
| Enköpings närövningsfält                    | 1943–            | 970           | Beläget norr om Enköpings stad, Enköpings kommun                                  | Uppsala län          | Ledningsregementet                 | Lednings-, markstrids- och hemvärnsförband                                                       | webbsida  | [ 6 ]         |
| Hågadalens skjutfält                        | 1925–1983        | –             | Beläget strax väster om Uppsala                                                   | Uppsala län          | –                                  | Artilleri-, markstrids-, och sambandsförband                                                     | –         | –             |
| Härads skjutfält                            | 1957–            | 3 000         | Beläget cirka 5 km sydväst om Strängnäs stad                                      | Södermanlands län    | Ledningsregementet                 | Pansar-, markstrids-, hemvärns-, och flygförband                                                 | webbsida  | [ 1 ]         |
| Skogstibble övningsfält                     | 1971–            | 936           | Beläget nordnordost om Enköpings stad och sydväst om Uppsala stad                 | Uppsala län          | Ledningsregementet                 | Sambands-, och ledningsförband                                                                   | webbsida  | [ 6 ]         |
| Veckholms skjutfält                         | 1945–            | 1 547         | Beläget cirka 30 km sydost om Enköpings stad invid Mälaren                        | Uppsala län          | Ledningsregementet                 | Lednings-, markstrids-, och hemvärnsförband                                                      | webbsida  | [ 6 ]         |
| Falu övnings- och skjutfält                 | 1908–            | 1 260         | Beläget cirka 1,5 km nordost om Falun stad                                        | Dalarnas län         | Dalregementet                      | Markstrids-, och hemvärnsförband                                                                 | webbsida  | [ 7 ]         |
| Kungsängens övnings- och skjutfält          | 1970–            | 5 500         | Beläget cirka 35 km nordväst om Stockholm stad                                    | Stockholms län       | Livgardet                          | Markstrids-, hemvärns-, och säkerhetsförband                                                     | webbsida  | [ 2 ]         |
| Järva skjutfält                             | 1905–1970        | 5 000         | Beläget Järvafältet norr om Stockholm stad                                        | Stockholms län       | –                                  | Artilleri-, markstrids-, sambands-, och ingenjörförband                                          | –         | –             |
| Marma skjutfält                             | 1881–            | 2 069         | Beläget cirka 30 km söder om Gävle i Älvkarleby och Tierps kommuner               | Uppsala län          | Livgardet                          | Artilleri-, markstrids-, hemvärns-, och flygförband                                              | webbsida  | [ 6 ]         |
| Rosersbergs övningsfält                     | 1870–            | 950           | Beläget cirka 35 km norr om Stockholm stad                                        | Stockholms län       | Livgardet                          | Markstrids-, hemvärns-, och säkerhetsförband                                                     | webbsida  | [ 2 ]         |
| Vällinge skjutfält                          | 1943–            | 700           | Beläget nordväst om Bornsjön                                                      | Stockholms län       | Hemvärnets stridsskola             | Hemvärnsförband                                                                                  | webbsida  | [ 2 ]         |
| Mästocka skjutfält                          | 1984–            | 4 900         | Beläget i södra Hallands inland öster om Halmstad                                 | Hallands län         | Luftvärnsregementet                | Flygvapen,- markstrids-, luftvärns- och hemvärnsförband                                          | webbsida  | [ 8 ]         |
| Nyårsåsens skjutfält                        | 1906–            | 625           | Beläget cirka 7 km nord- nordväst om Halmstad                                     | Hallands län         | Luftvärnsregementet                | Markstrids-, luftvärns-, hemvärnsförband                                                         | webbsida  | [ 8 ]         |
| Halmstads övningsfält                       | 1907–            | 200           | Beläget cirka 3 km norr om Halmstad centrum                                       | Hallands län         | Luftvärnsregementet                | Markstrids-, hemvärnsförband                                                                     | webbsida  | [ 8 ]         |
| Ringenäs skjutfält                          | 1947–            | 130           | Beläget vid kusten cirka 10 km väster om Halmstads tätort                         | Hallands län         | Luftvärnsregementet                | Flygvapen- och luftvärnsförband                                                                  | webbsida  | [ 8 ]         |
| Södra Tjurkö skjutfält                      | 1900–            | 61            | Beläget på södra delen av Tjurkö i Karlskrona skärgård                            | Blekinge län         | Marinbasen                         | Artilleri-, amfibie-, markstrids-, hemvärns-, och säkerhetsförband                               | webbsida  | [ 9 ]         |
| Bollö skjutfält                             | 1900–            | 156           | Beläget i Karlskrona skärgård mellan öarna Aspö och Hasslö                        | Blekinge län         | Marinbasen                         | Artilleri-, amfibie-, markstrids-, hemvärns-, och säkerhetsförband                               | webbsida  | [ 9 ]         |
| Harö skjutfält                              | 1969–            | 25            | Beläget på ön Harö i Karlshamns skärgård sydost om Karlshamn stad                 | Blekinge län         | Marinbasen                         | Artilleri-, amfibie-, markstrids-, hemvärns-, och säkerhetsförband                               | webbsida  | [ 9 ]         |
| Rosenholms övningsfält                      | 1914–            | 560           | Beläget nordväst om Karlskrona stad                                               | Blekinge län         | Marinbasen                         | Amfibie-, markstrids-, hemvärns-, och säkerhetsförband                                           | webbsida  | [ 9 ]         |
| Ryssjön övningsfält                         | 1940–            | 28            | Beläget vid Garnanäs cirka 7 km söder om Bräkne-Hoby                              | Blekinge län         | Marinbasen                         | Markstrids- och hemvärnsförband                                                                  | webbsida  | [ 9 ]         |
| Torhamns skjutfält                          | 1966–            | 84            | Beläget på Torhamns udde, vilken utgör Sveriges sydöstliga spets                  | Blekinge län         | Marinbasen                         | Markstrids- och hemvärnsförband                                                                  | webbsida  | [ 9 ]         |
| Öppenskärs övningsfält                      | ????–            | 75            | Beläget på ön Öppenskär i Karlskronas östra skärgård                              | Blekinge län         | Marinbasen                         | Markstrids- och hemvärnsförband                                                                  | webbsida  | [ 9 ]         |
| Karlskrona inre skärgård övningsfält        | 1680–            | 75            | Beläget i direkt anslutning till örlogshamnen i Karlskrona                        | Blekinge län         | Marinbasen                         | Amfibie-, markstrids-, hemvärns- och säkerhetsförband i kombination med flyg och fartygsförband  | webbsida  | [ 9 ]         |
| Kosta skjutfält                             | 1971–            | 2 930         | Beläget i Lessebo kommun, cirka 4 km öster om Kosta samhälle                      | Kronobergs län       | Marinbasen                         | Markstrids-, hemvärns-, och säkerhetsförband                                                     | webbsida  | [ 10 ]        |
| Arvidsjaurs övnings och- skjutfält          | 1980–            | 7 400         | Beläget strax söder om Arvidsjaurs tätort                                         | Norrbottens län      | Norrbottens regemente              | Markstrids-, hemvärns-, och säkerhetsförband i kombination med flygförband                       | webbsida  | [ 11 ]        |
| Bodens södra skjutfält                      | 1894–            | 15 000        | Beläget söder om Luleälven, strax söder om Bodens stad                            | Norrbottens län      | Norrbottens regemente              | Artilleri-, pansar-, markstrids-, ingenjör-, sambands, hemvärnsförband                           | webbsida  | [ 11 ]        |
| Gruvbergets övningsfält                     | ????–            | 230           | Beläget öster om Sävast                                                           | Norrbottens län      | Norrbottens regemente              | Artilleri-, luftvärns-, sambandsförband                                                          | webbsida  | [ 11 ]        |
| Junköns skjutfält                           | 1950–            | 2 000         | Beläget på Junkön, cirka 15 km sydöst om Kallax flygplats                         | Norrbottens län      | Norrbottens flygflottilj           | Flygförband                                                                                      | webbsida  | [ 11 ]        |
| Kilens övningsfält                          | 2019–            | 3 500         | Beläget cirka 30 km väster om Boden stad                                          | Norrbottens län      | Norrbottens regemente              | Markstrids- och hemvärnsförband                                                                  | webbsida  | [ 11 ]        |
| Kusträsk skjutfält                          | 1940–            | 4 000         | Beläget nordväst om Bodens tätort                                                 | Norrbottens län      | Norrbottens regemente              | Artilleri-, luftvärns-, markstrids- och sambandsförband                                          | webbsida  | [ 11 ]        |
| Pagla övningsområde                         | 1900–            | 1 400         | Beläget cirka 3 km norr om Bodens tätort                                          | Norrbottens län      | Norrbottens regemente              | Garnisonsövningsfält                                                                             | webbsida  | [ 11 ]        |
| Torrkölens övningsfält                      | 1905–            | 40            | Beläget cirka 4 km öster om Bodens tätort                                         | Norrbottens län      | Norrbottens regemente              | Garnisonsövningsfält                                                                             | webbsida  | [ 11 ]        |
| Hedens övningsfält                          | 1905–            | 240           | Beläget på Hedens flygbas cirka 7 km väster om Bodens tätort                      | Norrbottens län      | Norrbottens regemente              | Garnisonsövningsfält                                                                             | webbsida  | [ 11 ]        |
| Kalixfors övningsfält                       | 1992–            | 11 000        | Beläget söder om Kiruna stad                                                      | Norrbottens län      | Norrbottens regemente              | Markstrids-, hemvärns-, och säkerhetsförband                                                     | webbsida  | [ 11 ]        |
| Lombens skjutfält                           | 1968–            | 6 000         | Beläget 40 km norr om Kalix tätort                                                | Norrbottens län      | Norrbottens regemente              | Artilleri-, pansar-, markstrids-, hemvärns-, och säkerhetsförband                                | webbsida  | [ 11 ]        |
| Orrträsks skjutfält                         | 1970–            | 900           | Beläget 30 km norr om Kalix tätort                                                | Norrbottens län      | Norrbottens regemente              | Markstrids-, hemvärns-, och säkerhetsförband                                                     | webbsida  | [ 11 ]        |
| Robotförsöksplats Norrland provområde       | 1960–            | 165 000       | Beläget väster om E45 ca 50 km nordväst om Vidsels samhälle                       | Norrbottens län      | Försvarets materielverk            | Civil och militär skjut- och provverksamhet                                                      | webbsida  | [ 11 ]        |
| Dagsådalens skjutfält                       | 1943–            | 1 800         | Beläget cirka 5 km norr om Östersunds centrum                                     | Jämtlands län        | Norrbottens regemente              | Markstrids- och hemvärnsförband                                                                  | webbsida  | [ 12 ]        |
| Grytans skjutfält                           | 1894–2005, 2023– | 4 500         | Beläget cirka 5 km söder om Östersunds centrum                                    | Jämtlands län        | Fortifikationsverket               | Artilleri-, markstrids- och hemvärnsförband                                                      |           | [ 13 ]        |
| Härnöns skjutfält                           | 1969–            | 650           | Beläget på Härnön öster om Härnösands centrum                                     | Västernorrlands län  | Norrbottens regemente              | Amfibie- och hemvärnsförband                                                                     | webbsida  | [ 14 ]        |
| Skärsvikens skjutfält                       | 1957–            | 132           | Beläget cirka 10 km söder om Härnösands centrum                                   | Västernorrlands län  | Norrbottens regemente              | Artilleri-, luftvärns-, amfibie- och hemvärnsförband                                             | webbsida  | [ 14 ]        |
| Tjärnmyrans övnings- och skjutfält          | 1939–2008, 2022– | 1 800         | Beläget strax söder om Sollefteå                                                  | Västernorrlands län  | Fortifikationsverket               | Markstrids-, träng- och hemvärnsförband                                                          |           | [ 14 ]        |
| Stormyrans övnings- och skjutfält           | 19??–2000, 2022– | 1 547         | Beläget söder om Sollefteå                                                        | Västernorrlands län  | Fortifikationsverket               | Markstrids-, hemvärns-, och säkerhetsförband                                                     |           |               |
| Remsle övnings- och skjutfält               | 19??–2000        | 800           | Beläget norr om Sollefteå centrum                                                 | Västernorrlands län  |                                    | Logistik-, och CBRN-förband                                                                      |           |               |
| Tåme skjutfält                              | 1942–            | 640           | Beläget norr om Byske tätort                                                      | Västerbottens län    | Norrbottens regemente              | Artilleri-, luftvärns-, pansarförband i kombination med flygförband                              | webbsida  | [ 15 ]        |
| Umeå övnings- och skjutfält                 | 1968–            | 1 900         | Beläget strax norr om Umeå stad                                                   | Västerbottens län    | Totalförsvarets skyddscentrum      | CBRN-, markstrids- och hemvärnsförband                                                           | webbsida  | [ 15 ]        |
| Horssjöns skjutfält                         | 1985–            | 3 826         | Beläget cirka 55 km norr om Karlstad                                              | Värmlands län        | Skaraborgs regemente               | Markstrids-, hemvärns-, och säkerhetsförband                                                     | webbsida  | [ 16 ]        |
| Örnäs skjutfält                             | 1955–1992        | 350           | Beläget cirka 25 km nordnordväst om Karlstad                                      | Värmlands län        |                                    | Markstrids- och hemvärnsförband                                                                  |           |               |
| Kråks skjutfält                             | 1942–            | 690           | Beläget söder om Karlsborg tätort                                                 | Västra Götalands län | Skaraborgs regemente               | Pansarförband                                                                                    | webbsida  | [ 17 ]        |
| Hammarnäsets och Nytorps skjutfält          | 1903–            | 780           | Beläget söder om Karlsborg tätort                                                 | Västra Götalands län | Skaraborgs regemente               | Artilleri- och pansarförband                                                                     | webbsida  | [ 17 ]        |
| Prästtomta skjutfält                        | 1943–            | 8 400         | Beläget cirka 20 km nordost om Motala                                             | Östergötlands län    | Skaraborgs regemente               | Pansar-, markstrids-, hemvärns-, och säkerhetsförband                                            | webbsida  | [ 18 ]        |
| Hästholmens skjutplats                      | 1939–1997        | 80            | Beläget cirka 60 km västsydväst om Linköping                                      | Östergötlands län    | –                                  | Luftvärnsförband                                                                                 |           |               |
| Remmene skjutfält                           | 1884–20022008–   | 1 900         | Beläget mellan Vårgårda och Herrljunga tätorter                                   | Västra Götalands län | Skaraborgs regemente               | Artilleri-, markstrids- och hemvärnsförband                                                      | webbsida  | [ 17 ]        |
| Sisjöns skjutfält                           | 1947–            | 6 000         | Beläget i anslutning till Mölndals stad                                           | Västra Götalands län | Älvsborgs amfibieregemente         | Garnisonsövningsfält                                                                             | webbsida  | [ 17 ]        |
| Skredsviks övningsfält                      | 1952–            | 580           | Ligger vid kusten cirka 20 km nordväst Uddevalla                                  | Västra Götalands län | Försvarsmedicincentrum             | Amfibie-, hemvärns-, och säkerhetsförband                                                        | webbsida  | [ 3 ]         |
| Skövde skjutfält                            | 1942–            | 1 900         | Beläget i anslutning till Skövde tätort                                           | Västra Götalands län | Skaraborgs regemente               | Garnisonsövningsfält                                                                             | webbsida  | [ 17 ]        |
| Sågebackens skjutfält                       | 1981–            | 1 600         | Beläget cirka 5 km norr om Uddevalla stad                                         | Västra Götalands län | Skaraborgs regemente               | Amfibie-, markstrids-, hemvärns-, och säkerhetsförband                                           | webbsida  | [ 17 ]        |
| Villingsbergs skjutfält                     | 1943–            | 11 300        | Beläget cirka 10 km öster om Karlskoga                                            | Örebro län           | Skaraborgs regemente               | Artilleri-, markstrids-, hemvärns-, och säkerhetsförband                                         | webbsida  | [ 19 ]        |
| Bofors skjutfält                            | 1886–            | 10 000        | Beläget cirka 5 km öster om Karlskoga                                             | Örebro län           | Saab Bofors Dynamics               | Artilleriförband och provplats                                                                   | webbsida  |               |
| Älvdalens skjutfält                         | 1961–            | 54 000        | Beläget cirka 30 km norr om Älvdalens kyrkby                                      | Dalarnas län         | Skaraborgs regemente               | Artilleri-, markstrids-, pansar-, hemvärns-, och säkerhetsförband                                | webbsida  | [ 7 ]         |
| Kabusa skjutfält                            | 1943–            | 560           | Beläget vid kusten cirka 8 km öster om Ystad                                      | Skånes län           | Södra skånska regementet           | Markstrids- och hemvärnsförband i kombination med flygförband                                    | webbsida  | [ 20 ]        |
| Ravlunda skjutfält                          | 1943–            | 1 600         | Beläget vid Hanöbukten i Simrishamns och Kristianstads kommuner                   | Skånes län           | Södra skånska regementet           | Markstrids-, pansar-, hemvärns-, och säkerhetsförband i kombination med flygförband              | webbsida  | [ 20 ]        |
| Revingehed övningsfält                      | 1887–            | 4 500         | Beläget beläget cirka 20 km öster om Lund                                         | Skånes län           | Södra skånska regementet           | Garnisonsövningsfält                                                                             | webbsida  | [ 20 ]        |
| Björka övningsfält                          | 1939–            | 300           | Beläget på före detta Björka flygbas                                              | Skånes län           | Södra skånska regementet           | Garnisonsövningsfält                                                                             | webbsida  | [ 20 ]        |
| Rinkaby övnings- och skjutfält              | 1897–            | 1 700         | Beläget vid Hanöbukten i Kristianstads kommun                                     | Skånes län           | Södra skånska regementet           | Artilleri-, markstrids-, pansar-, hemvärns-, och säkerhetsförband                                | webbsida  | [ 20 ]        |
| Önnarps övningsfält                         | 1956–            | 123           | Beläget längs Hallandsåsens sydsluttning i Båstads kommun                         | Skånes län           | Södra skånska regementet           | Markstrids-, hemvärns-, och säkerhetsförband                                                     | webbsida  | [ 20 ]        |
| Husie övningsfält                           | 1943–            | 73            | –                                                                                 | Skånes län           | Södra skånska regementet           | Hemvärnsförband                                                                                  | webbsida  |               |
| Norra Åsums övningsfält                     | 1946–            | 630           | –                                                                                 | Skånes län           | Södra skånska regementet           | Artilleri-, och marksstridsförband                                                               | webbsida  |               |
| Näsby skjutfält                             | 1923–1994        | 462           | Beläget i nordvästra Kristianstad                                                 | Skånes län           | –                                  | Garnisonsövningsfält                                                                             | –         |               |
| Romeleklint övningsfält                     | –                | 21            | –                                                                                 | Skånes län           | Södra skånska regementet           |                                                                                                  | webbsida  |               |
| Hovdala övnings- och skjutfält              | 1944–2004        | 1 865         | Beläget sydväst om Hässleholm                                                     | Skånes län           | –                                  | Garnisonsövningsfält                                                                             |           | [ 21 ]        |
| Mölleröds övnings- och skjutfält            | 1940–2013        | 561           | Beläget sydväst om Hässleholm                                                     | Skånes län           | –                                  | Garnisonsövningsfält                                                                             |           | [ 21 ]        |
| Finja skjutfält                             | 1907–2000        | 160           | –                                                                                 | Skånes län           | –                                  | Garnisonsövningsfält                                                                             |           |               |
| Ripa skjutfält                              | 1978–            | 120           | –                                                                                 | Skånes län           | –                                  | Garnisonsövningsfält                                                                             |           |               |
| Almnäs övnings- och skjutfält               | 1970–2003        | 1 400         | Beläget cirka 3 km väster om Södertälje                                           | Stockholms län       | –                                  | Ingenjör-, hemvärns-, och FN-förband                                                             |           | [ 22 ]        |
| Kristinehamns övnings- och skjutfält        | 1944–2005        | 1 000         | Beläget sydväst om Kristinehamn                                                   | Värmlands län        | –                                  | Garnisonsövningsfält                                                                             |           |               |
| Notteryds skjutfält                         | 1943–2000        | 289           | Beläget vid Toftasjön nordost om Växjö                                            | Kronobergs län       | –                                  | Garnisonsövningsfält                                                                             |           | [ 23 ] [ 24 ] |
| Klockarängens skjutfält                     | 1943–2005        | 1 500         | Beläget cirka två kilometer nordost om Örebro                                     | Örebro län           | –                                  | Garnisonsövningsfält                                                                             |           | [ 25 ]        |
| Bulids skjutfält                            | 1941–2009, 2021– | 775           | Beläget i den norra delen av Uddevalla                                            | Västra Götalands län | –                                  | Garnisonsövningsfält                                                                             |           | [ 26 ] [ 27 ] |
| Trelge skjutfält                            | 19??–2006        | 350           | Beläget vid Norra Gattet och norr om Fårösund på Gotland                          | Gotlands län         | –                                  | Garnisonsövningsfält                                                                             |           | [ 28 ]        |
| Åstön skjutfält                             | 1948–2000        | 720           | Beläget längst ut på Tynderölandet i Timrå kommun                                 | Västernorrlands län  | –                                  | Luftvärnsförband                                                                                 |           |               |
| Bråts skjutfält                             | 1914–2013, 2020– | 170           | Beläget söder om Borås stad                                                       | Västra Götalands län | Älvsborgs amfibieregemente         | Garnisonsövningsfält                                                                             | webbsida  | [ 17 ]        |
| Falsterbo skjutfält                         | 1945–            | 55            | Beläget på södra delen av Falsterbonäset                                          | Skånes län           | Södra skånska regementet           | Hemvärnsförband                                                                                  |           |               |
| Ramsviks skjutfält                          | 1943–1994        | 60            | Beläget vid kusten ca 55 km västnordväst om Uddevalla                             | Västra Götalands län | –                                  | Luftvärnsförband                                                                                 |           |               |
| Kungsbäcks övnings- och skjutfält           | 1909–2004        | 437           | Beläget väster om E4 vid Kungsbäck i Gävle                                        | Gävleborgs län       | –                                  | Garnisonsövningsfält                                                                             |           | [ 29 ]        |
| Karlstads övnings- och skjutfält            | 1913–1994        | 1000          | Beläget nordväst om Karlstad                                                      | Värmlands län        | –                                  | Garnisonsövningsfält                                                                             |           | [ 30 ]        |
| Linköpings garnisons övnings- och skjutfält | 1922–1997        | 1000          | Beläget söder om Linköping                                                        | Östergötlands län    | –                                  | Garnisonsövningsfält                                                                             |           |               |